# مسیاح کالج (پنسیلوانیا)
مسیاح کالج (به انگلیسی: Messiah College) یک منطقهٔ مسکونی در ایالات متحده آمریکا است که در شهرستان کامبرلند، پنسیلوانیا واقع شده‌است. مسیاح کالج ۰٫۸۷ کیلومتر مربع مساحت و ۲٬۲۱۵ نفر جمعیت دارد و ۱۴۶٫۰ متر بالاتر از سطح دریا واقع شده‌است.